# ОПС-4
ОПС-4(Алмаз-К, 11Ф667)  — радянська пілотована орбітальна станція, створена в рамках реалізації програми Алмаз, але запущена так і не була. Відносилася до другого покоління пілотованих станцій по програмі «Алмаз».
Було запущено у виробництво 4 ОПС 2-го етапу. Перша — ОПС-4, — мала номер 104 і була виконана в конфігурації, середній між ОПС 1-го етапу і ОПС 2-го етапу. ОПС № 0104 створювалася як станція другого етапу комплексу «Алмаз». На її борт екіпаж повинен був доставлятися не кораблем 7К-Т («Союз»), а штатним ТКС-ом в штатному СА. Крім того, на 0104-й вирішили випробувати інший склад апаратури спостереження за наземними об'єктами, а також радіолокаційну станцію «Меч-А» з виготовленою до того часу великою радіолокаційною антеною, що розкривається в польоті.
ОПС-4 після припинення робіт була законсервована і досі перебуває в НВО Машинобудування.

## Історія створення
3 квітня 1973 була запущена ОПС-1 «Алмаз». Після виведення на орбіту станція отримала назву «Салют-2». Але на 13-у добу польоту сталася раптова розгерметизація відсіків станції. Експлуатувати ОПС в пілотованому режимі було неможливо. Станція припинила існування 28 травня 1973. ОПС-2 «Алмаз» була виведена на орбіту 25 червня 1974 і отримала назву «Салют-3». На ній працювала одна експедиція. ОПС-3 «Алмаз» під назвою «Салют-5» була запущена на орбіту 22 червня 1976. На ній побувало 2 експедиції. Екіпажі, що складалися тільки з космонавтів ВПС, на ОПВ доставлялися за допомогою кораблів «Союз» (7К-Т).
На цьому перший етап програми «Алмаз» був завершений. У 1978 році планувалося вивести на орбіту наступну, четверту за рахунком, станцію «Алмаз». ОПС-4 на відміну від попередніх станцій мала два стикувальних вузла, до яких могли пристиковуватися як кораблі «Союз», так і ТКС. Однак наприкінці 1978 було ухвалене рішення про призупинення робіт з пілотованим станціям «Алмаз».
За планами В. Н. Челомея передбачалося ще в 1978 р. приступити до другого етапу ЛКВ комплексу «Алмаз» і провести повномасштабні випробування в пілотованому режимі четвертої станції «Алмаз» (ОПС-4) з двома стикувальними вузлами, а також ТКС і СА. З цією метою в ЦПК в 1977–1978 рр.. тренажер «Іртиш» був доопрацьований під ОПС-4. Проте вже в початку 1978 р. всі роботи за програмою «Алмаз» різко загальмувалися. Екіпажі на ОПС-4, підготовка яких повинна була початися ще восени 1977 р., так і не були призначені.
Наприкінці 1978 Держкомісія ухвалила рішення припинити роботи з пілотованими станціями «Алмаз» і створити на її базі автоматичний КА комплексної розвідки «Алмаз-Т», який періодично міг би відвідуватися космонавтами для ремонту і профілактики бортової апаратури (це дозволяло значно збільшити термін служби КА). У тому ж році в ЦКБМ було закладено відразу три «Алмаз-Т», а ОПС-4, що знаходилася вже на електровипробування, була законсервована (вона досі зберігається на фірмі в Реутово).
ЦКБМ підготувало до запуску ОПС-4 «Алмаз-4» (у разі успішного запуску в 1979–1980 рр.. Ця станція отримала б найменування «Салют-7» або «Салют-8». Вона мала два стикувальних агрегату — один для прийому ТКС, а інший для кораблів «Союз»), оснащену значно досконалішим комплектом апаратури, що має збільшений час існування і поліпшені характеристики. Однак затягування програми «Алмаз» і подальше її закриття не дозволили реалізувати можливості нового апарата.
Передбачався перехід на станції «Алмаз» другого покоління у варіантах з другим стикувальним вузлом або апаратом, що повертається від ТКС. Однак роботи з пілотованим станціям «Алмаз» були припинені в 1978 році. ЦКБМ продовжувало розробку станцій ОПВ у безпілотному варіанті для космічної системи радіолокаційного дистанційного зондування Землі «Алмаз-Т».
Підготовлена до старту в 1981 році автоматична станція ОПС-4 пролежала в одному з цехів монтажно-випробувального корпусу космодрому Байконур кілька років через затримки, не пов'язані з роботами з ОПС. 19 жовтня 1986 була зроблена спроба запуску цієї станції під назвою «Алмаз-Т», яка виявилася невдалою через відмову системи управління РН «Протон».

### Особливості модифікації
Основні зміни конструкції, в порівнянні з ОПС № 0103 полягали в наступному:
- стикувальний агрегат Г-3000 замінювався на агрегат 11Ф77 — 5345-0 (пасивний стикувальний вузол ТКС'а). Шлюзова камера, рама рухової установки (ДУ), компенсатор, посадочні місця стикувального вузла не змінюються;
- передбачалося модернізувати ДУ станції, забезпечивши можливість її дозаправки паливом ТКС на час автономного польоту;
- встановлювалася станція «Меч-А», її антени, магнітофони та апаратура передачі даних на Землю «Бірюза» з новою передавальною антеною «Лелека», механізм якої стежив за наземним пунктом, над яким пролітала ОПС;
- фотоапарат «Агат-1» і фототелевізійна система «Печора», досить випробувані на «Салют-3» і Салют−5, зі станції № 0104 знімалися, люк закривався гермоднищем. Встановлювалися топографічні фотоапарати АСА-34 для прив'язки РЛС — знімків до земних орієнтирів, а також інша радіотехнічна апаратура;
- змінам піддалися системи терморегулювання і життєзабезпечення. З ОПС знімався ряд агрегатів СЖЗ; вони повинні були доставлятися кораблем ТКС, який був здатний забезпечити кондиціонування станції, постачання її киснем і водою. Таким чином, замість «пасажира», яким був корабель 7К-Т, «сидячий» на енергобалансі ОПС і що вимагав продувки своїх відсіків повітрям від вентиляторів станції, № 0104 отримувала повноцінного партнера в польоті.

Були й інші зміни — в електроавтоматиці, телеметрії, телебаченні та ін.
Як і передбачалося раніше, для оборони замість гармати (система «Щит-1») на станцію встановлювалися два снаряди «космос-космос» (система «Щит-2») конструкції того ж КБ, керованого А. Е. Нудельманом.
   

### Виконання програми
За узгодженим з ЗІХом графіком всі доробки передбачалося закінчити в листопаді 1978.
З січня 1975 почався випуск креслень на станцію № 0104 у виробництво заводу М. В. Хрунічева, а з червня в складальному цеху, де виготовлялися ОПС і ДОС, вже йшла збірка. Для проведення робіт на ЗІХу постійно перебувала бригада конструкторів з Реутова у складі 50 осіб.
Однак, замість допомоги генеральному конструктору, йому сильно заважав його перший заступник В. Н. Бугайській, який керував тоді філією № 1, який просував програму ДОС, розроблену ЦКБЕМ (НВО «Енергія»). Роботи з ТКС були фактично згорнуті. Лише після зняття В. Н. Бугайського і призначення на цю посаду Д. А. Полухіна роботи по ТКС були знову розгорнуты.
У цих умовах розраховувати на доставку екіпажу на ОПС № 0104 пілотованим ТКС'ом було нереально. Можна було сподіватися тільки на автоматичну стиковку з безпілотним ТКС'ом. Доставку екіпажу на станцію треба було забезпечувати тим же 7К-Т.
Але і з цим завданням конструктори ЦКБМ впоралися. Спираючись на наявний люк в передньому днищы станції та фермову конструкцію, що кріпиться до переднього шпангоуту гермовідсіку (адже був варіант ОПС з СА), вирішили терміново виготовити автономний стикувальний відсік (АСВ), закріпити його на ферму і з'єднати герметичним сильфоном з основним об'ємом станції, а на переднє днище автономного відсіку встановити пасивний вузол корабля 7К-Т — агрегат Г-3000.
Таким чином, станція могла літати одночасно з безпілотним ТКС'ами і з екіпажем корабля 7К-Т.
Незважаючи на успішне завершення польоту «Салюта-5» (412 діб) і настирливі вимоги низки генералів Ракетних військ, Генштабу та, в першу чергу, голови Держкомісії з випробувань комплексу «Алмаз» генерал-полковника М. Г. Грігорьева про продовження польотів, під натиском Д. Ф. Устинова постановою Уряду від 28 червня 1978 роботи по пілотованому космосу в КБ Челомея були припинені. Розробка пілотованих станцій в ЦКБМ була згорнута.
Нездійсненими також залишилися плани запуску станції № 0105 з двома кораблями ТКС («Зірка»). З доопрацювання цієї ОПС для стикування з двома ТКС, була випущена вся документація, і роботи з нею були виконані на заводі ім. Хрунічева і в ЦКБМ. Однак і цій станції не судилося злетіти.

## Спадщина програми
Звичайно, роботи з пілотованим станціям ОПС «Алмаз» не пропали даром. На базі наукового доробку та досвіду, отриманого ЦКБМ, були розроблені і виготовлені автоматичні станції «Алмаз-Т», «Космос-1870», «Алмаз-1». Безпілотні ТКС-и стикувалися зі станціями «Салют-6» і «Салют-7», а функціонально-вантажний блок корабля став основою для модулів станції «Мир» і МКС. Таким чином науково-технічна спадщина пілотованого космосу КБ В. Н. Челомея є надзвичайно важливою.